# Ionic (Schiff, 1883)
Die Ionic war ein 1883 in Dienst gestelltes Passagierschiff der britischen Reederei White Star Line. Es war eine etwas größere Version der Asiatic und deren Schwesterschiff Doric. Sie war ein schneller Frachter mit begrenzter Fahrgastunterbringung und wurde zunächst mit der Doric und der Coptic von der New Zealand Shipping Co. gechartert. Die Jungfernfahrt ging von London nach Neuseeland. Dabei bewältigte sie die Strecke um das Kap der Guten Hoffnung herum in der Rekordzeit von 43 Tagen, 22 Stunden und fünf Minuten. Am 8. Februar 1893 brach nach der Abfahrt aus Kapstadt die Antriebswelle der Schiffsschraube. Das Schiff musste die Rückkehr zunächst unter Segeln beginnen, ehe es vom Schiff Hawarden Castle nach Kapstadt geschleppt werden konnte. 1894 wurde sie in Belfast renoviert, dabei erhielt sie einen neuen Antrieb, durch den sich ihre Geschwindigkeit von 14 auf 15 Knoten erhöhte.
1899 transportierte sie auf ihrer letzten Fahrt auf der Route London – Kapstadt – Neuseeland Kavalleriepferde für den Burenkrieg. Im April 1900 wurde sie an die spanische Regierung verchartert, um Truppen aus Manila nach dem Krieg mit den Vereinigten Staaten zu repatriieren. Im selben Jahr wurde sie an die Aberdeen Line verkauft und in Sophocles umbenannt. Nach ihrer letzten Fahrt am 21. August 1906 wurde sie im Jahre 1908 verschrottet.

## Quelle
- Flotte der White Star Line mit einem Artikel zur Ionic auf www.red-duster.co.uk. Abgerufen am 18. November 2013.